# Apatsiltlizhihi
Apatsiltlizhihi /black [tlizhi] Apache/ ime jedne od nekadašnjih skupina Jicarilla Indijanaca, čiji je dom bio u blizini današnje More u Novom Meksiku. Ostale skupine bile su Dachizhozhin, Golkahin, Ketsilind i Saitinde.